# Phaeochrous separabilis
Phaeochrous separabilis is een keversoort uit de familie Hybosoridae. De wetenschappelijke naam van de soort is voor het eerst geldig gepubliceerd in 1990 door Zhang-Youwei.